# Yendo de la cama al living
Yendo de la cama al living es el primer álbum de estudio en solitario del músico argentino Charly García. Charly tenía por entonces 30 años, y grabó el material en agosto de 1982, durante el último año de la última dictadura cívico-militar argentina (1976 - 1983), y finalizada ya la Guerra de Malvinas (entre abril y junio de 1982). Se grabó en los Estudios ION y los Estudios Panda, y las canciones fueron mezcladas en los Estudios ION por Amílcar Gilabert.
En el álbum hay invitados estelares como Luis Alberto Spinetta, Pedro Aznar (compañero de Charly García en la superbanda Serú Girán) y León Gieco, quien aparece acreditado en el álbum con el nombre "Ricardo Gómez", debido a temas de exclusividad con otra compañía discográfica. En una de las canciones también participó
Nito Mestre, con quien Charly García había conformado el dúo Sui Generis.

## Presentación y recepción
Este material fue presentado junto con el álbum Pubis angelical, en un imponente recital ante 25 000 personas en el estadio de Ferrocarril Oeste, el 26 de diciembre de 1982. En la apertura del concierto, Charly llegó al escenario a bordo de un automóvil Cadillac de color rosa y, en el cierre, mientras se escuchaba el final de la canción "No bombardeen Buenos Aires", una lluvia de proyectiles de utilería destruyó la ciudad que formaba el decorado diseñado por Renata Schussheim. Participaron muchos invitados, entre los que se encontraban la cantante folclórica Mercedes Sosa, el bajista Pedro Aznar y el cantante Nito Mestre. La cancha estaba repleta, colmada de gente admiradora del músico. El concierto duró más de dos horas y media con un Charly a pleno que cantó 22 canciones.
Como era de esperarse, el álbum fue un éxito de ventas llegando al n.º 1 tanto en Argentina como en otros países de Latinoamérica. En 1991 la discográfica EMI Odeón editó este disco, junto con Pubis angelical. La revista Rolling Stone lo colocó n.º 26 en su lista de los mejores discos del rock argentino.
La foto de tapa es de José Luis Perotta. El diseño es de Claudio Clota Ponieman.

## Lista de canciones
Todas las canciones escritas y compuestas por Charly García excepto las indicadas. 
| Yendo de la cama al living |                                  |                       |          |  |
| N.º                        | Título                           | Música                | Duración |  |
| 1.                         | «Yendo de la cama al living»     |                       | 4:45     |  |
| 2.                         | «Superhéroes»                    |                       | 4:28     |  |
| 3.                         | «No bombardeen Buenos Aires»     |                       | 4:03     |  |
| 4.                         | «Vos también estabas verde»      |                       | 3:06     |  |
| 5.                         | «Yo no quiero volverme tan loco» |                       | 5:11     |  |
| 6.                         | «Canción de dos por tres»        |                       | 4:07     |  |
| 7.                         | «Peluca telefónica»              | García/Spinetta/Aznar | 5:01     |  |
| 8.                         | «Inconsciente colectivo»         |                       | 3:54     |  |
| 34:35                      |                                  |                       |          |  |

## Músicos
Lista de músicos de acuerdo con los créditos del disco:
- Charly García: voz principal, voces de coro, piano electroacústico de cola Yamaha CP-70, piano eléctrico, pianel, guitel,[4] guitarra eléctrica, guitarra sintetizada Roland GR-300, sintetizador monofónico Mini Moog, sintetizador polifónico Moog Opus 3, sintetizador polifónico Moog Liberation, bajo eléctrico, batería electrónica programable Roland TR-808 («Ruchi»), redoblante y bombo, efectos
- Willy Iturri: batería y percusión (temas 2 a 8)
- Luis Alberto Spinetta: guitarra eléctrica y voz en «Peluca telefónica» y solo de guitarra sintetizada Roland GR-300 en «Canción de dos por tres»
- Pedro Aznar: bajo fretless y voz en «Peluca telefónica»
- Nito Mestre: voz en «Superhéroes»
- León Gieco: voz en «Yo no quiero volverme tan loco» (en el disco figura con el seudónimo de "Ricardo Gómez" por impedimento contractual con su sello discográfico)[1]
- Amílcar Gilabert: mezcla, en los estudios Ion

## Canciones que promocionaron el disco
- «No bombardeen Buenos Aires»
- «Yendo de la cama al living»
- «Inconsciente colectivo»
- «Yo no quiero volverme tan loco»

## Nota interna del disco
En el libro del interior del disco se encuentra la siguiente cita:

Si grita pidiendo verdad en lugar de auxilio, si se compromete con un coraje que no está seguro de poseer, si se pone de pie para señalar algo que está mal pero no pide sangre para redimirlo, entonces es rock and roll.
Pete Townshend

## Listas
| Año  | País      | Posición en las listas |
| ---- | --------- | ---------------------- |
| 1982 | Argentina | 1                      |
| 1982 | Chile     | 1                      |
| 1982 | Uruguay   | 1                      |

## Posicionamiento en listas
| Listas (2024)     | Mejor posición |
| ----------------- | -------------- |
| Argentina (CAPIF) | 2              |